# Принцип на Льо Шателие-Браун
В химията принципът на Льо Шателие-Браун се използва, за да се преценят последиците, които биха се появили при промяна на условията в химичното равновесие. Принципът е наречен на името на Анри Луи льо Шателие (1850–1936) и Карл Фердинанд Браун (1850-1918).
Принципът на Льо Шателие-Браун може да се обобщи така:
Ако върху една равновесна система се окаже външно въздействие в нея настъпват такива промени, с цел да се намали външното въздействие .
Факторите, които влияят върху химичното равновесие са: налягане, температура и концентрация.
Принципът се използва от химиците, за да контролират продуктите на обратимите реакции, често за да имат по-голяма полза (добив) от реакцията.